# Kegelstein (Gaiß)
Der Kegelstein ist ein Gedenkstein bzw. Bildstock und ein möglicher umgearbeiteter vorgeschichtlicher Menhir bei Gaiß, einem Ortsteil von Waldshut-Tiengen im Landkreis Waldshut in Baden-Württemberg.

## Lage
Der Stein befindet sich südwestlich von Gaiß am Waldrand. Von Gaiß aus ist er über die Kuchelbacher Straße erreichbar, von der etwa 600 m nach dem Ortsausgang ein Waldweg abzweigt. Dort steht der Stein nach 80 m auf der linken Seite.

## Beschreibung
Der Kegelstein besteht aus Sandstein und steht auf einem Sockel, der ebenfalls aus diesem Material gefertigt ist. Er ist pfeilerförmig und hat einen annähernd quadratischen Querschnitt. Seine Spitze hat die Form eines Satteldachs. Darunter ist auf der Vorderseite eine Nische eingemeißelt, in der ein Heiligenbildnis steht. Bekrönt wird der Stein von einem Kruzifix. Auf der unteren Hälfte des Steins ist weiterhin im Hochrelief ein Kegel dargestellt, der dem Stein seinen Namen gab. Der Stein hat eine Höhe von 206 cm, eine Breite von 45 cm und eine Dicke von 58 cm. Nach Horst Kirchner könnte es sich um einen stark überarbeiteten Menhir handeln, wofür es allerdings nur geringe Hinweise (vor allem das Vorhandensein von Sagen) gibt.

## Der Menhir in regionalen Sagen
Der Name des Steins geht auf die Überlieferung zurück, dass der auf der Vorderseite abgebildete Kegel ein Sühnemal für einen an diesem Ort mit einem Kegel erschlagenen Krieger sei. Nach einer anderen Überlieferung soll ihm ein Fruchtbarkeitszauber innewohnen.